# Cosea
Cosea (en griego, Κοσσαία) fue una antigua ciudad griega de Tracia. 
Es citada por Esteban de Bizancio, que la ubica en Tracia.
Probablemente perteneció a la liga de Delos puesto que se considera que sus habitantes aparecen en el registro de tasación de tributos a Atenas del año 425/4 a. C. Se desconoce su localización exacta, aunque se ha sugerido que podría haberse localizado en la península Calcídica pero esta opinión no es compartida por el historiador Michael Zahrnt.